# Comuna Suprunivka, Bilopillea
Suprunivka (în ucraineană Супрунівка) este o comună în raionul Bilopillea, regiunea Sumî, Ucraina, formată din satele Bilîkivka, Hannivka-Ternivska, Perșotravneve și Suprunivka (reședința).

## Demografie
Componența lingvistică a comunei Suprunivka
     Ucraineană (96,29%)
     Rusă (2,43%)
     Belarusă (1,15%)
     Alte limbi (0,13%)
Conform recensământului din 2001, majoritatea populației comunei Suprunivka era vorbitoare de ucraineană (96,29%), existând în minoritate și vorbitori de rusă (2,43%) și belarusă (1,15%).